# Jimmy Mazzy
Jimmy Mazzy is een Amerikaanse banjo-speler en zanger in de traditionele jazz.
Mazzy is actief in de traditionele jazz sinds de jaren zeventig. Hij heeft gespeeld op allerlei jazzfestivals en heeft ook opgetreden in Europa. Hij heeft gewerkt met allerlei bands, waaronder de Yankee Rhythm Kings, de Magnolia Jazz Five, de Back Bay Ramblers en de Paramount Jazz Band. Verder heeft hij gespeeld met Jeff Hughes, John Clark, Stan McDonald en Ross Petot.

## Discografie (selectie)
- That's All There Is: There Ain't No More (live-opnames), Stomp Off, 1991

met de Back Bay Ramblers:
- My Mamma's in Town!, Stomp Off, 1994 ('albumpick' Allmusic)
- Red Hot Dance Tunes, Harrison Records,  2002
- Boston Shuffle, Harrison Records, 2002

met Eli Newberger:
- Shake It Down, Stomp Off, 1985
- Half Way to Heaven, Stomp Off, 1986
- The Men They Will Become (met Butch Thompson), Stomp Off, 1999

## Referentie
- Biografie op Allmusic, door Scott Yanow